# Knut Sveri
Knut Ove Sveri, född 2 maj 1925 i Oslo - död 18 februari 2021 i Stockholm, var en norsk-svensk jurist och kriminolog. Han var en pionjär inom svensk kriminologi, innehade den första professuren i ämnet och startade Sveriges första grundutbildning och forskarutbildning i kriminologi.

## Biografi
Sveri blev juris kandidat i Oslo 1949, juris licentiat där 1958, juris doktor vid Stockholms universiotet 1961, docent i kriminologi vid Stockholms universitet 1960 och var professor i allmän kriminologi där 1965–1991 (tillförordnad 1964). Hans forskning rörde bland annat unga lagöverträdare och våldsbrottslighet, vilket bland annat speglas i hans bokproduktion och genom de uppdrag i kommittéer, utredningar och styrelsen som Sveri innehade.
Sveri var forskningsstipendiat vid Norges almenvitenskaplige forskningsråd 1950–1959, innehade forskartjänst vid Statens råd för samhällsforskning 1960–1964, var expert i utredningen angående försöksverksamheten mot ungdomsbrottsligheten 1960–1964, sakkunnig i kommittén för behandlingsforskning vid ungdomsvårdsskolorna 1961–1964, expert i trafikmålskommittén 1963–1972 och filmcensurutredningen 1965–1969.
Sveri var ledamot av nordiska samarbetsrådet för kriminologi 1962–1985 (ordförande 1974–1978), expert i samarbetsorganisationen för åtgärder mot ungdomsbrottsligheten 1966–1973, trafiknykterhetsbrottskommittén 1967–1970, brottmålsutredningen 1968–1974, sakkunnig i kommittén för kriminologisk behandlingsforskning 1969–1974, ledamot av fångvårdens byggnadskommitté 1970–1972, expert i sexualbrottsutredningen 1972–1976 samt ledamot av Brottsförebyggande rådets kommitté 1973–1974, av verkställande utskottet 1974–1982, av kriminalpolitiska gruppen 1974–1977, av styrelsen 1974–1987 och av vetenskapliga gruppen (ordförande) från 1974. 
Sveri var expert i utredningen om isolering inom kriminalvården 1976–1979, ledamot av Humanistisk-samhällsvetenskapliga forskningsrådet 1977–1983, expert i fängelsestraffkommittén 1982–1984, sekreterare i Svenska kriminalistföreningen 1963–1969, ledamot av styrelsen för Socialhögskolan i Stockholm 1967–1973, Kursverksamheten vid Stockholms universitet 1968–1978 och medlem av Criminological Scientific Council vid Europarådet 1970–1976.